# Dypsis decaryi
Palmier triangle
Espèce
Classification APG III (2009)
Statut de conservation UICN

 VU D1 : Vulnérable
Statut CITES
Synonymes
- Neodypsis decaryi   Jum.  (1933) [1]

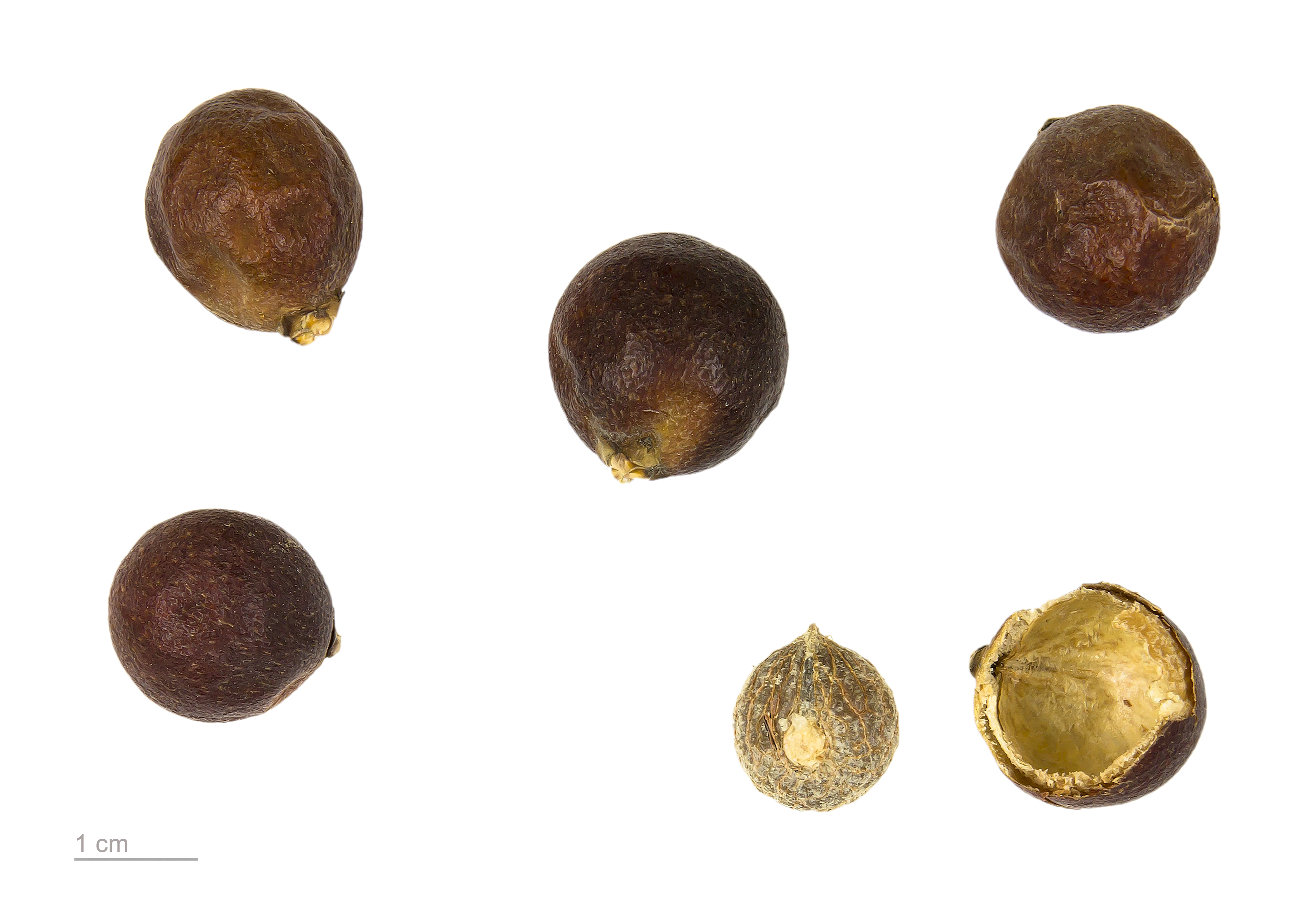
Dypsis decaryi - MHNT.

Dypsis decaryi, le Palmier triangle, est une espèce de palmiers (famille des Arecaceae) qui a la particularité que ses palmes poussent sur trois axes formant un triangle équilatéral.

## Taxonomie
Le célèbre «palmier triangle» est  assez répandu en culture et il est cultivé dans une grande variété de climats. Ceci est très différent de son statut indigène, où il est limité à une « niche » d’habitat très étroite, et par conséquent avec une distribution très restreinte, a l’extrême sud-est de Madagascar. Il pousse principalement dans le biome tropical saisonnièrement sec.
 Decaryi   ce nom d’espèce fait référence au collecteur du type, et botaniste, Raymond Decary (Dransfield, J. & Beentje, H., 187 (1995): The Palms of Madagascar) 
La grande révision de 2022 reprenant toutes les études phylogénique sur la sous-tribu  Dypsidinae  (Eiserhardt et al.)  fait évoluer le groupe Dypsis. Cette étude phylogénomique reprend tout le genre Dypsis en transférant certaines espèces vers une résurrection de deux genres précédemment synonymisés Chrysalidocarpus et Vonitra. Sur cette révision  D. decaryi   se retrouve dans le genre Chrysalidocarpus. Mais la base de données de Kew Royal Botanic Gardens, Plants of the World Online, ne prend pas encore en compte cette espèce de la révision de l'équipe de Eiserhardt Phylogenomics and generic limits of Dypsidinae (Arecaceae)  , , decaryi va donc encore rester pour un certain temps dans le genre Dypsis .